# الکساندر بوربا
الکساندر بوربا (روسی: Алекса́ндр Адо́льфович Бу́рба؛ IPA: [ɐlʲɪkˈsändr ɐˈdolʲfɛvʲit͡ɕ ˈburbə] ()؛ زاده ۶ اوت ۱۹۱۸ – درگذشته ۵ اکتبر ۱۹۸۴) یک دانشمند اهل اوکراین (۱۹۱۸–۱۹۱۹)، جمهوری سوسیالیستی اوکراین شوروی (۱۹۱۹–۱۹۲۲)، اتحاد جماهیر شوروی سوسیالیستی بود.